# Оенайм (кантон Бішвіллер)
Оена́йм (фр. Auenheim) — колишній муніципалітет у Франції, у регіоні Гранд-Ест, департамент Нижній Рейн. Населення — 884 осіб (2011).
Муніципалітет був розташований на відстані близько 420 км на схід від Парижа, 32 км на північний схід від Страсбурга.

## Історія
До 2015 року муніципалітет перебував у складі регіону Ельзас. Від 1 січня 2016 року належав до нового об'єднаного регіону Гранд-Ест.
1 січня 2019 року Оенайм і Рунценайм було об'єднано в новий муніципалітет Рунценайм-Оенайм.

## Демографія
Динаміка населення (INSEE ):
Розподіл населення за віком та статтю (2006):
| Стать | Всього | До 15 років | 15-24 | 25-44 | 45-64 | 65-85 | Понад 85 |
| --- | ------ | ----------- | ----- | ----- | ----- | ----- | -------- |
| Чоловіки | 396    | 62          | 47    | 120   | 112   | 51    | 4        |
| Жінки | 421    | 77          | 32    | 133   | 101   | 66    | 12       |
| \| Статево-вікова піраміда \| Статево-вікова піраміда \| Статево-вікова піраміда \| \| ----------------------- \| ----------------------- \| ----------------------- \| \| Чоловіки \| Вік \| Жінки \| \| 4 \| 85 + \| 12 \| \| 0 \| 80-84 \| 16 \| \| 16 \| 75-79 \| 8 \| \| 23 \| 70-74 \| 23 \| \| 12 \| 65-69 \| 19 \| \| 19 \| 60-64 \| 12 \| \| 31 \| 55-59 \| 23 \| \| 35 \| 50-54 \| 27 \| \| 27 \| 45-49 \| 39 \| \| 31 \| 40-44 \| 43 \| \| 50 \| 35-39 \| 47 \| \| 23 \| 30-34 \| 31 \| \| 16 \| 25-29 \| 12 \| \| 12 \| 20-24 \| 16 \| \| 35 \| 15-20 \| 16 \| \| 19 \| 10-14 \| 27 \| \| 31 \| 5-9 \| 27 \| \| 12 \| 0-4 \| 23 \| |        |             |       |       |       |       |          |
| Статево-вікова піраміда |        |             |       |       |       |       |          |
| Чоловіки | Вік    | Жінки       |       |       |       |       |          |
| 4 | 85 +   | 12          |       |       |       |       |          |
| 0 | 80-84  | 16          |       |       |       |       |          |
| 16 | 75-79  | 8           |       |       |       |       |          |
| 23 | 70-74  | 23          |       |       |       |       |          |
| 12 | 65-69  | 19          |       |       |       |       |          |
| 19 | 60-64  | 12          |       |       |       |       |          |
| 31 | 55-59  | 23          |       |       |       |       |          |
| 35 | 50-54  | 27          |       |       |       |       |          |
| 27 | 45-49  | 39          |       |       |       |       |          |
| 31 | 40-44  | 43          |       |       |       |       |          |
| 50 | 35-39  | 47          |       |       |       |       |          |
| 23 | 30-34  | 31          |       |       |       |       |          |
| 16 | 25-29  | 12          |       |       |       |       |          |
| 12 | 20-24  | 16          |       |       |       |       |          |
| 35 | 15-20  | 16          |       |       |       |       |          |
| 19 | 10-14  | 27          |       |       |       |       |          |
| 31 | 5-9    | 27          |       |       |       |       |          |
| 12 | 0-4    | 23          |       |       |       |       |          |

## Економіка
2010 року серед 582 осіб працездатного віку (15—64 років) 460 були активними, 122 — неактивними (показник активності 79,0%, у 1999 році було 73,0%). З 460 активних мешканців працювало 438 осіб (232 чоловіки та 206 жінок), безробітними було 22 (5 чоловіків та 17 жінок). Серед 122 неактивних 43 особи були учнями чи студентами, 33 — пенсіонерами, 46 були неактивними з інших причин.

У 2010 році в муніципалітеті числилось 334 оподатковані домогосподарства, у яких проживали 890,5 особи, медіана доходів виносила 21 049 євро на одного особоспоживача